# ヤン・ルカン
ヤン・アンドレ・ルカン（Yann André LeCun、1960年7月8日 - ）は、フランス出身の計算機科学者で、主に機械学習、コンピュータビジョン、移動ロボット、計算神経科学の研究を行っている。ニューヨーク大学クーラント数理科学研究所のシルバー教授、Meta（旧Facebook社）のヴァイスプレジデント兼チーフAIサイエンティストである。
畳み込みニューラルネットワーク(CNN)の主要な創始者の一人であり、それを用いた光学文字認識やコンピュータビジョンの研究で知られる。また、レオン・ボトゥー、パトリック・ハフナーらとともに画像圧縮技術DjVuを創始し、ボトゥーとともにプログラミング言語Lushを開発した。
ディープラーニングに関する研究が評価され、ヨシュア・ベンジオ、ジェフリー・ヒントンとともに2018年のチューリング賞を受賞した。この3人は、「AIのゴッドファーザー」「ディープラーニングのゴッドファーザー」と呼ばれている。
姓の本来の綴りは2語の"Le Cun"である。ルカンの先祖はブルターニュ北部ガンガン地方の出身であり、この語はブルトン語の古い形の"Le Cunff"（直訳すると「いい男」）に由来する。しかし、渡米後、多くの人が"Le"をミドルネームと勘違いしたため、1語の"LeCun"に改めた。2017年に中国で講演を行った際には、楊立昆（杨立昆、ヤン・リークン）という中国名を使用した。

## 生涯

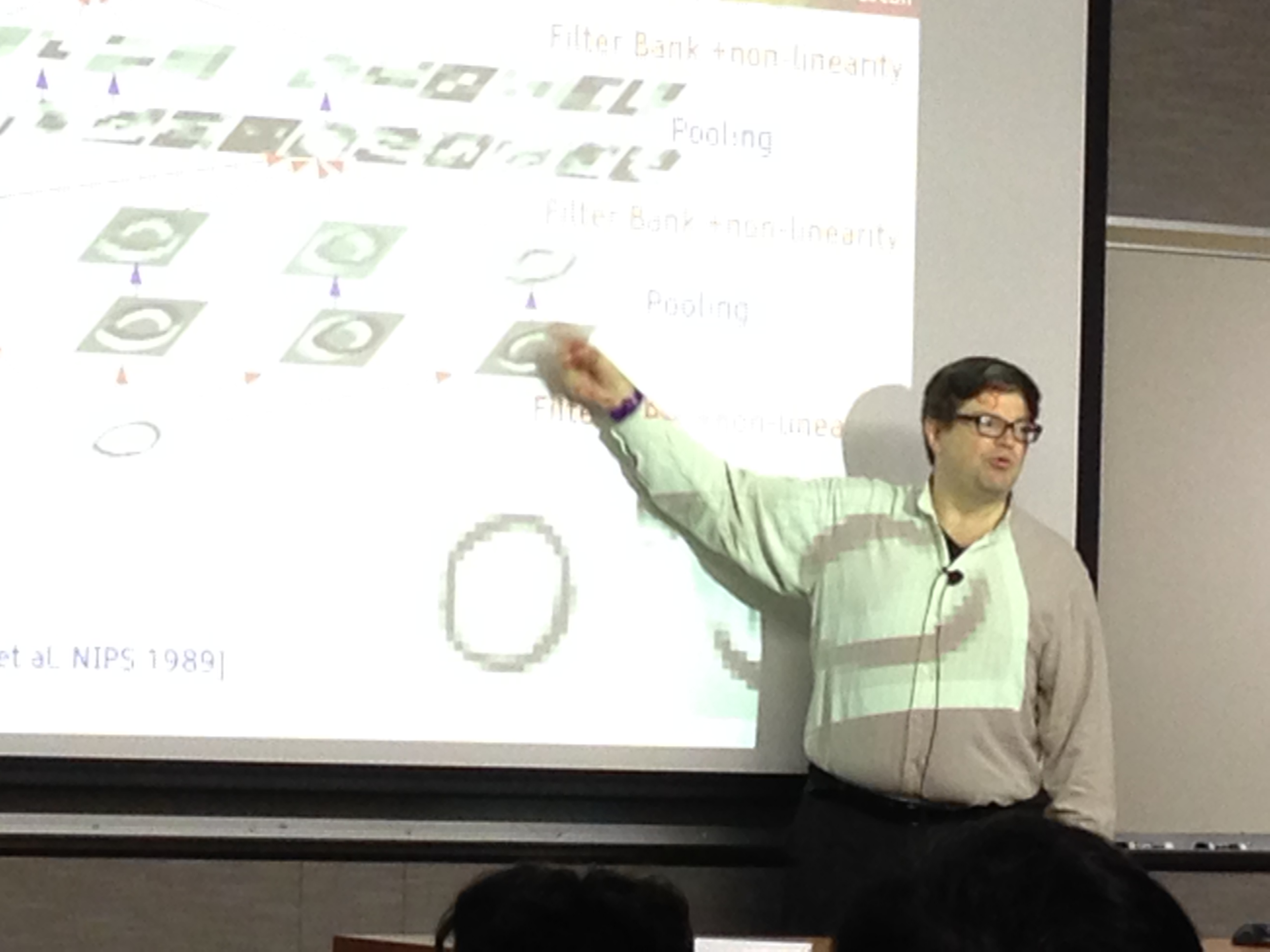
2014年、ミネソタ大学にて

1960年、パリ郊外のソワジー＝ス＝モンモレンシーで生まれた。1983年にESIEEパリでDiplôme d'Ingénieur（技師称号、工学修士）を、1987年にピエール・マリー・キュリー大学（現 ソルボンヌ大学）で計算機科学のPhDを取得し、その間にニューラルネットワークのためのバックプロパゲーション学習アルゴリズムの初期の形を提案した。1987年から1988年まで、トロント大学のジェフリー・ヒントンの研究室で博士研究員を務めた。
1988年、ニュージャージー州ホルムデルにあるAT&Tベル研究所に入所し、ローレンス・D・ジャッケルが率いる適応システム研究部に所属した。ここでルカンは、生物に着想を得た画像認識モデルである畳み込みニューラルネットワーク、"Optimal Brain Damage"(OBD)の正則化法などの新しい機械学習手法を数多く開発し、手書き認識やOCRに応用した。
1996年、AT&T研究所の画像処理研究部（ローレンス・ラビナーが率いる音声・画像処理研究所の一部）の部長に就任し、主に画像圧縮技術DjVuを担当した。AT&Tでの共同研究者には、レオン・ボトゥーやウラジーミル・ヴァプニクなどがいる。
ニュージャージー州プリンストンのNEC北米研究所にフェローとして短期間所属した後、2003年にニューヨーク大学のクーラント数理科学研究所および神経科学センターの計算神経科学のシルバー教授に就任した。また、タンドン・スクール・オブ・エンジニアリングの教授も務める。ニューヨーク大学では、主に教師あり・教師なし学習のエネルギーベースモデル、コンピュータビジョンにおける物体認識のための特徴学習、移動ロボットなどの研究を行っている。
2012年、ニューヨーク大学データサイエンスセンター(NYU-CDS)の初代所長に就任した。2013年12月9日、ニューヨークのFacebook AIリサーチの初代所長に就任し、2014年初頭にNYU-CDS所長を退任した。
2013年、ヨシュア・ベンジオと共同で表現学習国際学会(ICLR)を設立し、以前に自身のウェブサイトで提唱していた出版後の公開審査プロセスを採用した。1986年から2012年まで毎年ユタ州スノーバードで開催されていた「学習ワークショップ」の議長・主催者を務め、UCLAの純粋・応用数学研究所の科学諮問委員会委員、カナダ先端研究機構(CIFAR)のLearning in Machines and Brain研究プログラムの共同ディレクターを務めた。2016年には、パリのコレージュ・ド・フランスの計算機科学・数値科学講座の計算機科学の客員教授を務めた。

## 賞と栄誉
- 2016年 - メキシコシティ 国立工科大学（英語版）(IPN)名誉博士[33]
- 2017年 - キング・アブドゥッラー科学技術大学（英語版）の講義に招待されるが、ルカンは無神論者であり、イスラム教国ではテロリストとみなされると考えて辞退した[34]。
- 2018年9月 - ペンシルバニア大学 ハロルド・ペンダー賞[35]
- 2018年10月 - スイス連邦工科大学ローザンヌ校 名誉博士[36][37]
- 2019年3月 - チューリング賞（ヨシュア・ベンジオ、ジェフリー・ヒントンと共同受賞）[38]
- 2019年9月 - アカデミー・オブ・アチーブメント ゴールデンプレート賞[39]
- 2019年 - AAAIフェロー
- 2020年 - レジオンドヌール勲章
- 2022年 - アストゥリアス皇太子賞学術・技術研究部門
- 2025年 - クイーンエリザベス工学賞

## 著書
- 『ディープラーニング 学習する機械 -ヤン・ルカン、人工知能を語る-』 松尾豊監訳、小川浩一訳 講談社 2021